# نادر جوخدار
نادر جوخدار (انگلیسی: Nader Jokhadar؛ (۱۹ اکتبر ۱۹۷۷ – ۶ فوریه ۲۰۲۳) یک ورزشکار اهل سوریه بود.
از باشگاه‌هایی که در آن بازی کرده‌است می‌توان به باشگاه الفیصلی (امان)، باشگاه ورزشی الوحدات، و تیم ملی فوتبال سوریه اشاره کرد.
وی همچنین در تیم‌های ملی جوانان سوریه و سوریه بازی کرده است.
جوخدار در ۶ فوریه ۲۰۲۳، در زمین‌لرزه ترکیه و سوریه کشته شد.